# Подпавлиново
Подпавлиново — деревня в Кишертском муниципальном округе Пермского края России.

## История
До 2019 года входила в состав ныне упразднённого Посадского сельского поселения Кишертского района.

## География
Деревня находится в юго-восточной части края, в зоне хвойно-широколиственных лесов, к северу от реки Сылвы, на расстоянии приблизительно 9 километров (по прямой) к северо-северо-западу (NNW) от села Усть-Кишерть, административного центра округа. Абсолютная высота — 204 метра над уровнем моря.
Климат
Климат характеризуется как умеренно континентальный, с продолжительной многоснежной холодной зимой и коротким умеренно тёплым летом. Средняя многолетняя температура самого холодного месяца (января) составляет −17,3 °С (абсолютный минимум — −51 °С), температура самого тёплого (июля) — 24,8 °С (абсолютный максимум — 37 °С). Среднегодовое количество осадков — 532 мм. Снежный покров держится в течение 170 дней в году.

## Население
| 2000 | 2004 | 2008 | 2010 | 2011 | 2012 |
| ---- | ---- | ---- | ---- | ---- | ---- |
| 19   | ↘11  | ↘10  | ↘8   | →8   | ↗9   |

Половой состав
По данным Всероссийской переписи населения 2010 года в половой структуре населения мужчины составляли 62,5 %, женщины — соответственно 37,5 %.
Национальный состав
Согласно результатам переписи 2002 года, в национальной структуре населения русские составляли 100 % из 13 чел.